# Embranchement de La Nouvelle

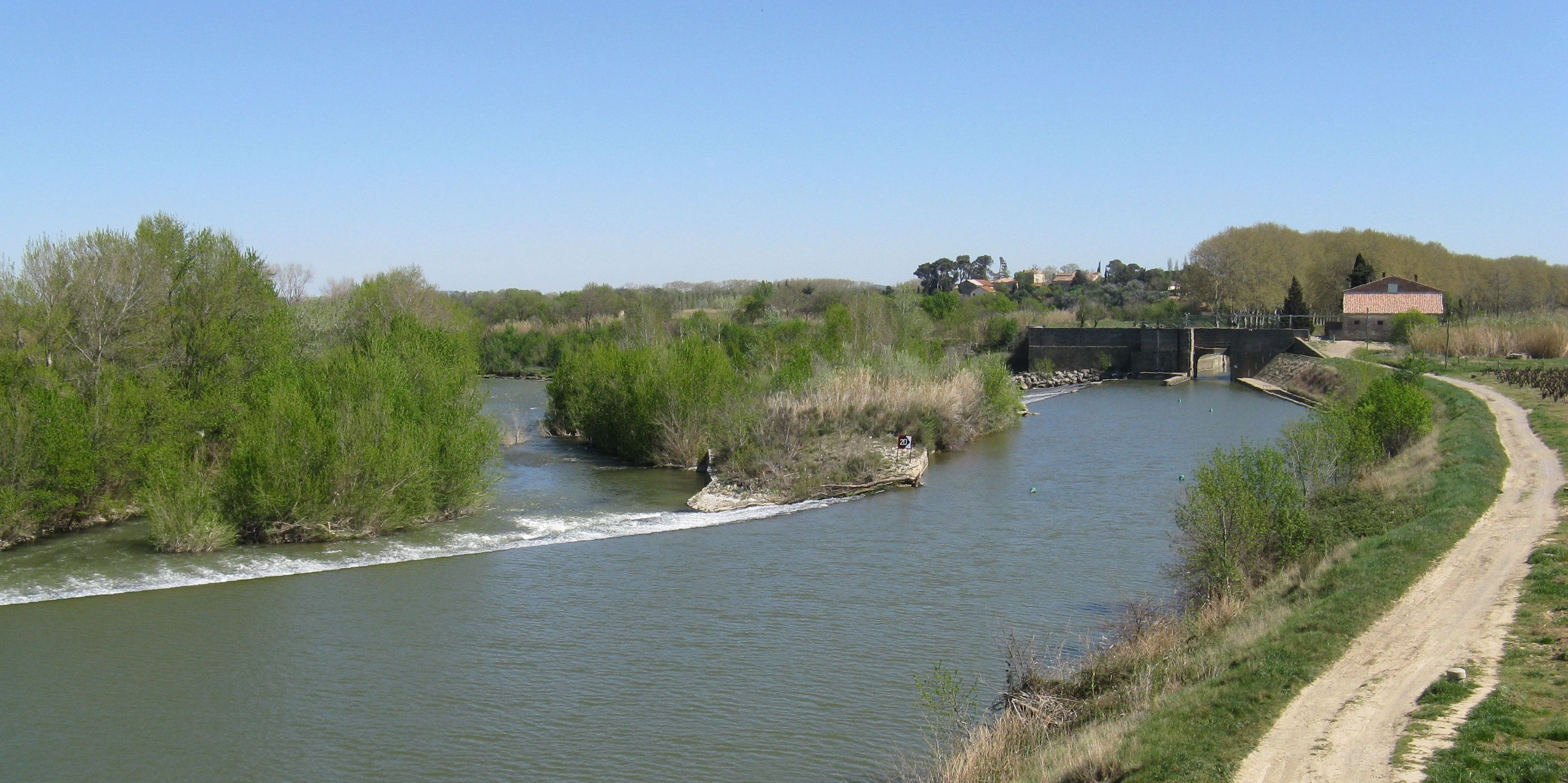
Le canal de la Robine

Cet article court présente un sujet plus développé dans : Canal de Jonction et Canal de la Robine.
L'embranchement de La Nouvelle est une branche latérale du canal du Midi constituée du canal de Jonction (5,1 km), qui relie le canal du Midi à l'Aude, d'une courte section navigable sur l'Aude (800 m), et du canal de la Robine (31,6 km) qui assure la communication avec Narbonne et Port-la-Nouvelle sur la Méditerranée.